# Buntstift

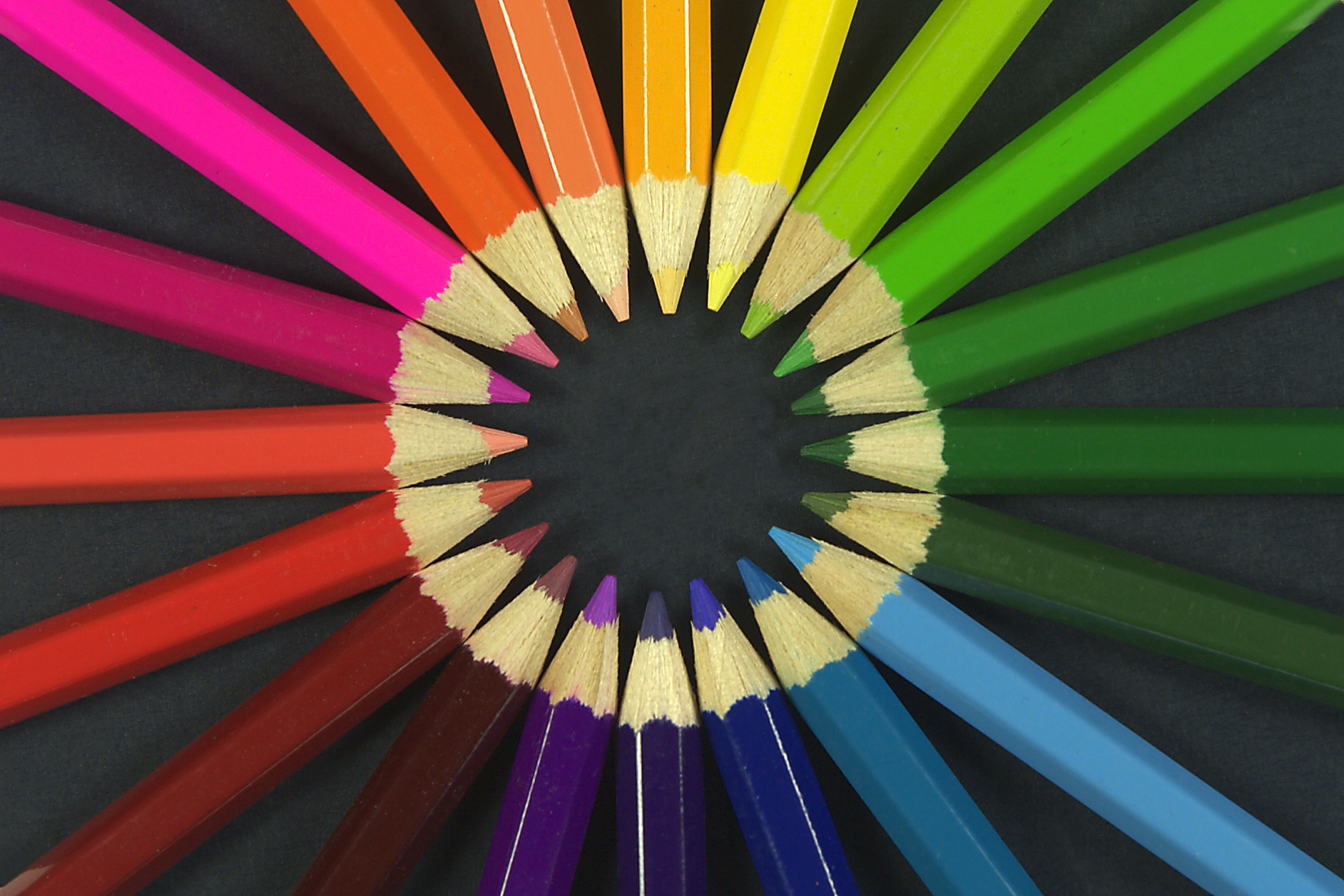
Verschiedene Buntstifte

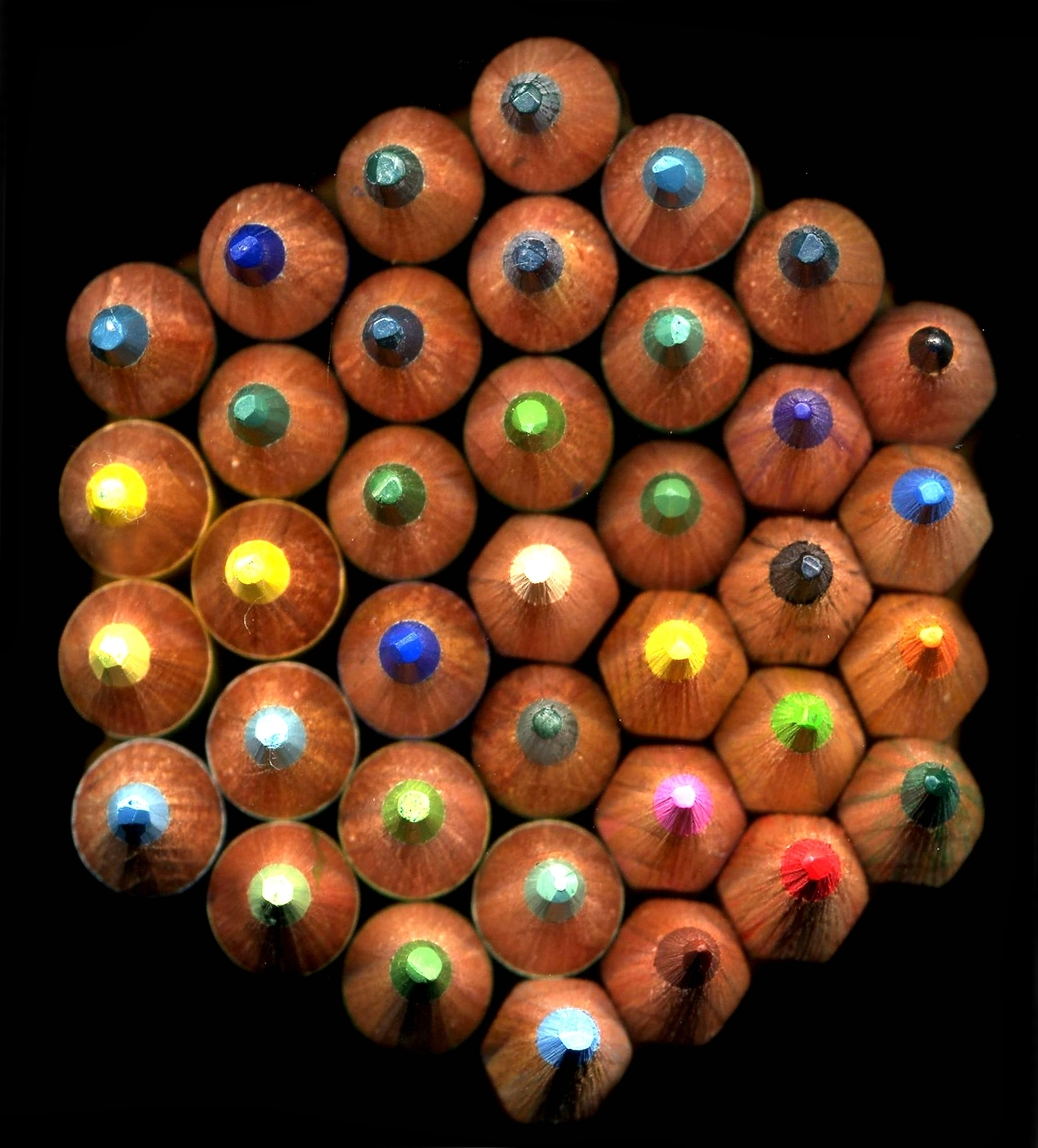
Vorderansicht

Ein Buntstift, auch Farbstift genannt, ist ein Schreib- oder Zeichengerät mit einer farbigen Mine (Farbminen-Stift). Als Hülle der Mine wird häufig lackiertes Holz wie bei Kopier- oder Bleistiften verwendet.

## Geschichte

### Holzgefasste Röthel- und Pastellstifte
Die Geschichte des Buntstifts ist eng mit der handwerklichen Produktion holzgefasster Bleistifte verknüpft. Bleistiftmacher nutzten deren Herstellungstechnik – das Zuschneiden einer Mine und deren Einpassung in eine Holzfassung – ab spätestens der ersten Hälfte des 18. Jahrhunderts auch für handwerklich hergestellte holzgefasste Röthel- und Pastellstifte. Produktionszentren solcher handwerklich hergestellten Farbstifte mit geschnittenen Minen waren Paris, Nürnberg, Augsburg, Schwabach und Potsdam. Die Holzfassung löste andere Haltetechniken für farbige Minen, wie etwa Schilfrohr, Papierhüllen oder metallene Klemmhalter ab.
Holzgefasste Röthel- und Pastellstifte verringerten im 18. Jahrhundert die Problematiken der großen Brüchigkeit der Schreibmaterialien und das der Verschmutzung der Hände beim Zeichnen. Röthelstifte deckten bereits ein Farbspektrum von hellem bis dunklem Rot sowie violettem Rot und Rotbraun ab. Sie ließen jedoch noch keine feinen Striche zu, da sie sich wegen der Brüchigkeit der zugeschnittenen Mine nur schlecht spitzen ließen. Zudem variierten die zugeschnittenen Röthelminen in ihrer Härte und in ihrer Farbigkeit. Holzgefasste Pastellstifte wurden zu Beginn des 19. Jahrhunderts nachweislich in Nürnberg in verschiedenen Farben hergestellt. Sie eigneten sich nicht zum Schreiben, sondern ausschließlich zum Zeichnen. Allerdings haftete die Pastellstift-Farbe relativ schlecht auf Papier und war leicht verwischbar.

### Erfindung des Farbstiftes auf Ölkreidebasis

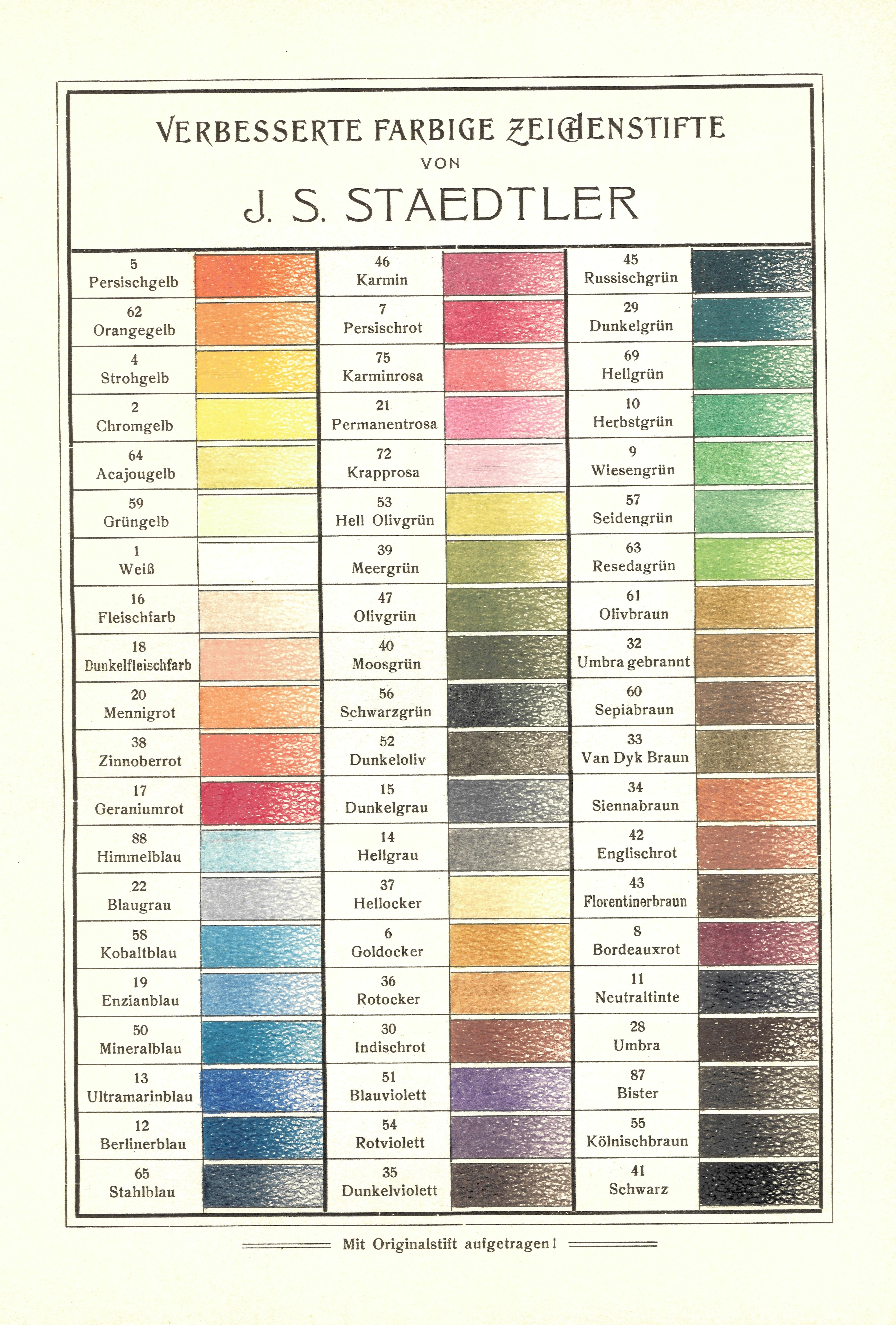
Farbtafel der von J.S. Staedtler hergestellten Creta Polycolor Farbstifte.

In den Zentren der Blei- und Farbstiftherstellung Paris und Nürnberg versuchten Handwerker, analog zum Conte-Verfahren bzw. der von Joseph Hardtmuth erfundenen Wiener Methode zur Produktion von Bleistiftminen, ein Verfahren zur Herstellung spitzbarer, farb- und härtekonstanter Farbminen zu entwickeln. 1821 erhielten die Brüder Joel aus Paris ein Brevet d‘Invention für ein Herstellungsverfahren für „farbige Bleistiftminen“, das sich jedoch in der handwerklichen oder industriellen Produktion auch wegen der gesundheitlichen Risiken bei Benutzung der so hergestellten Farbstift nicht durchsetzte.
Dem Nürnberger Bleistiftmacher Johann Sebastian Staedtler gelang es nach vielfachen Versuchen 1834, einen holzgefassten roten Farbstift herzustellen, der sich „gleich Bleistiften auf das Feinste spitzen ließ“ und eine konstante Farbigkeit und Härte aufwies. Er hatte ein Verfahren zur Herstellung verschiedenfarbiger Ölkreideminen entwickelt, in dem zunächst Farbpigmente mit Bindemitteln vermischt, mehrmals gemahlen, gepresst und im Ofen getrocknet wurden. In einem zweiten Schritt wurden die getrockneten Minen mit Wachs imprägniert. Das mehrstufige Herstellungsverfahren und die Imprägnierung der Minen mit Wachs waren die beiden entscheidenden technologischen Schritte vom Pastellkreidestift zur Grundform des heutigen Farb- oder Buntstifts, als dessen Erfinder Johann Sebastian Staedtler damit gilt. Die von ihm 1835 gegründete Firma J.S. Staedtler spezialisierte sich auf die Produktion dieses neuen holzgefassten Farbstifts. 1860 stellte das Unternehmen Farbstifte unter der Produktmarke „Creta Polycolor“ in 100 verschiedenen Farben her, etwa in „englisch Dunkelrot“, „Meergrün“ oder „Azurblau“.

### Industrielle Fertigung und Weiterentwicklung
Der holzgefasste Farbstift auf Ölkreidebasis verdrängte die bisherigen Pastell- und Röthelstifte mit ihren geschnittenen, schlecht spitzbaren, nicht härte- und farbkonstanten Minen weitgehend, außer für den Künstlerbedarf. Ab 1857 stellten weitere Unternehmen in Deutschland sowie in Frankreich, Österreich und den USA im industriellen Maßstab Farbstifte auf Ölkreidebasis her, wie etwa J.J. Rehbach in Regensburg oder Eberhard Faber in New York. Auch die großen Industriehersteller für Bleistifte, Koh-i-Noor Hardtmuth in Budweis und A.W. Faber in Stein bei Nürnberg, der zuvor Ölkreideminen von J.S. Staedtler bezogen hatte, nahmen Ende der 1850er-Jahre die Fertigung von Ölkreideminen auf. Farbige holzgefasste Minenstifte wurden zu einem industriell hergestellten Massenprodukt.
Weitere farbige Minenstifte für differenzierte Anwendungen und unterschiedlichen Zusammensetzungen der Minen entwickelten sich, so der 1875 von der Nürnberger Bleistiftfabrik Schwan auf den Markt gebrachte Kopierstift, der farbige Zimmermannsstift, der Anatomiestift, der Krokierstift und verschiedene Fettminenstifte, die auch auf anderen Untergründen als Papier, wie etwa Glas, hafteten. In den 1920er Jahren kam der wasservermalbare Aquarellstift auf den Markt.

## Terminologie
Die Terminologie für farbige holzgefasste Minenstifte spiegelt deren technologische Entwicklung und Ausdifferenzierung wider. Richtete sich die Bezeichnung von Röthel-, Pastell- und Ölkreidestiften nach Material bzw. Herstellungsweise der Mine, trat ab der 2. Hälfte des 19. Jahrhunderts der Anwendungszweck wie „Künstlerstift“ in den Vordergrund. Als Gattungsbezeichnung für die verschiedenen farbigen holzgefassten Minenstifte setzte sich ab etwa 1850 die Bezeichnung „Farbstift“ durch: 1868 untersuchte etwa der Gewerbeverein Nürnberg Bindemittel von „Farbstiften“. Ohne dass sich eine allgemein anerkannte Nomenklatur für Schreibgeräte etablierte, nutzten die Schreibwarenhersteller in ihren Katalogen vom letzten Drittel des 19. Jahrhunderts bis Ende des 20. Jahrhunderts überwiegend den Begriff „Farbstift“ für holzgefasste farbige Minenstifte. Im allgemeinen Sprachgebrauch wurde „Farbstift“ ab Ende der 1960er Jahre zunehmend durch das synonyme „Buntstift“ und in der Zeit zwischen 1975 und 1995 auch durch „Malstift“ zurückgedrängt. Anstoß hierfür gab vermutlich der kindliche Sprachgebrauch, nachdem sich die Hauptanwendung farbiger Minenstifte Ende des 20. Jahrhunderts auf das kindliche Malen und Zeichnen verengt hatte. Im Fachjargon meint der Begriff "Buntstift" häufig nur (günstige) Hobbymaterialien, derweil professionelle (hochpreisigere) Stifte mit "(Künstler-)Farbstifte" terminologisch abgegrenzt werden. Eine allgemeinverbindliche terminologische Unterscheidung existiert jedoch nicht. 

## Herstellung

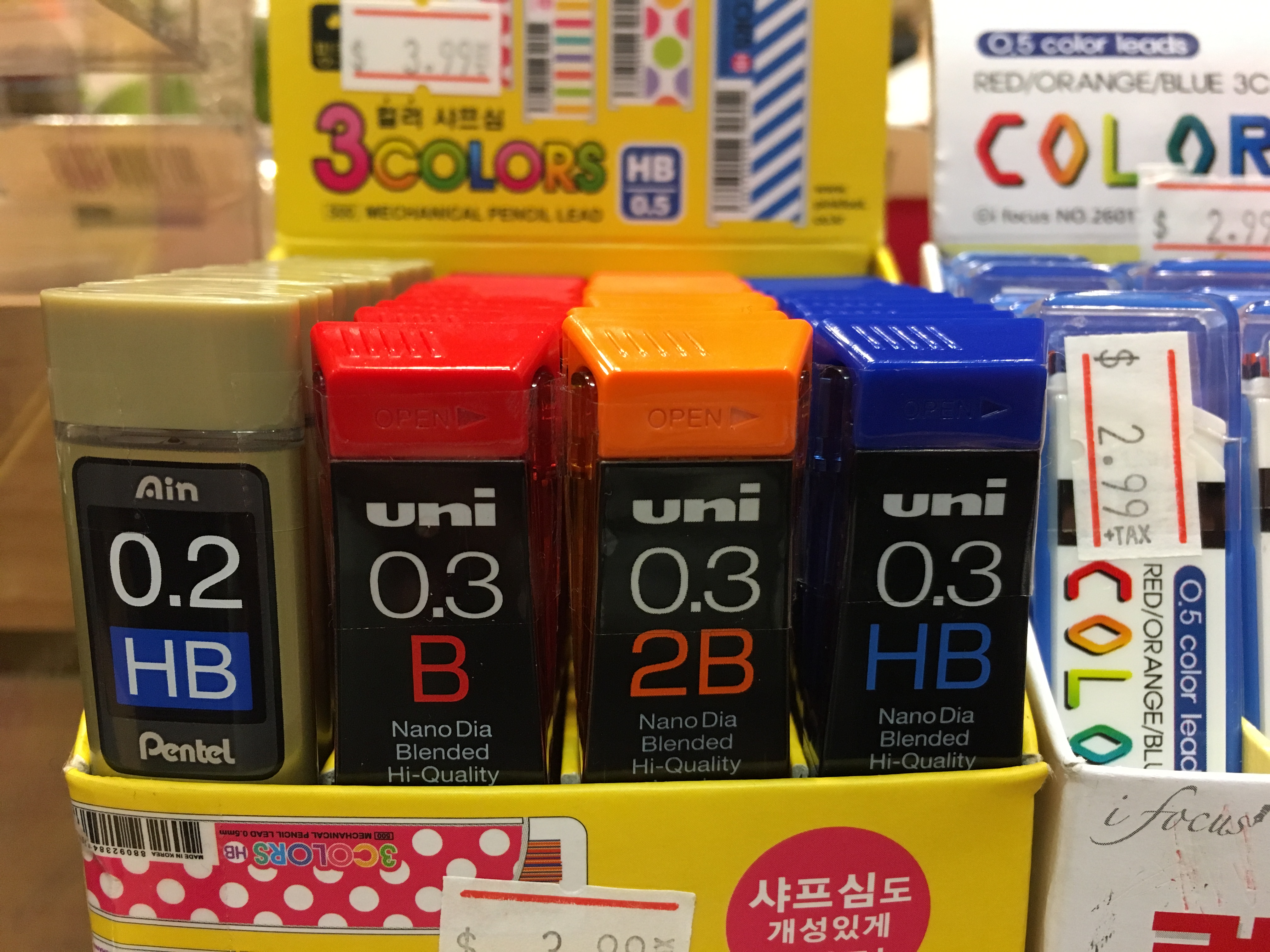
Polymer-Farbminen in Verkaufsverpackung

Die Mine des Buntstiftes besteht aus Farbpigmenten, Cellulosederivaten als Bindemittel, Talkum und Kaolin als Füllstoff sowie Fetten und Wachsen als Imprägniermittel. Um eine Wasservermalbarkeit zu ermöglichen, werden Additive, wie Emulgatoren und Tenside, beigemengt. Nach der Vermischung der einzelnen Bestandteile miteinander werden diese gepresst, luftgetrocknet und mit einer Holzummantelung versehen. In Feinminenstiften hingegen werden Polymer-Farbminen verwendet.
In der Beschichtung von Buntstiften wird als Weichmacher oft Phthalsäure verwendet. Phthalatweichmacher sind u. a. für Kinder, welche auf Buntstiften kauen, im größeren Zeitraum gesundheitsschädlich und in der EU für Spielzeuge bereits verboten.

## Anwendung

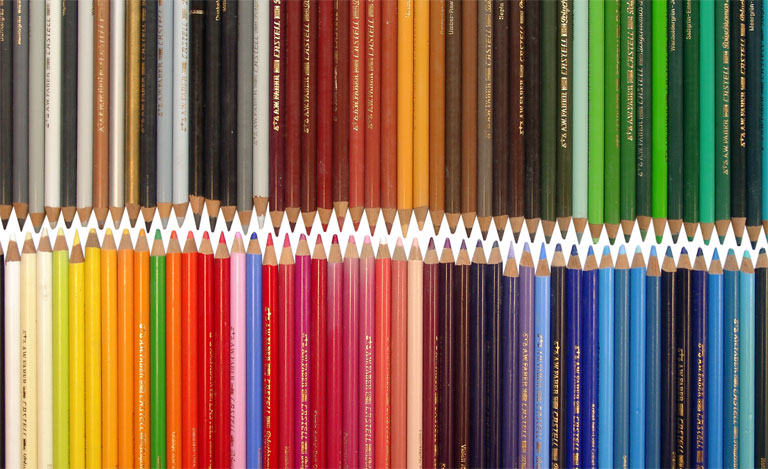
Verschiedene Buntstifte

Im Gegensatz zum Bleistift zeichnen die Minen von Buntstiften nicht grauschwarz, sondern farbig. Durch eng gesetzte Linien (Schraffur) lassen sich auch farbige Flächen anlegen. Durch eine Veränderung der Druckstärke kann die an das Papier abgegebene Farbintensität variiert werden. Dicke weiche Buntstifte in grellen Farben finden als Textmarker Verwendung. Farb- bzw. Buntstifte eignen sich besonders als Einsteigematerial in die künstlerischen Darstellungstechniken, da sie zeichnerische und malerische Elemente verbinden.
Künstlerfarbstifte können grob in zwei Kategorien eingeteilt werden. Man unterscheidet zwischen wachs- und ölbasierten Farbstiften. Diese Zuordnung ist jedoch artifiziell, da mittlerweile die Minen vieler Farbstifte auf einer Mischung diverser Wachse und Öle basieren. Mittlerweile dient die Bezeichnung eher der Beschreibung der Eigenschaften. Während wachsbasierten Buntstiften eine sehr weiche Mine, sowie hohe Deckkraft nachgesagt wird, steht der Begriff ölbasiert für festere Minen mit etwas weniger Deckkraft. Entsprechend eignen sich letztere oft für feine Details, da die Stifte besser ihre Spitze halten können, während wachsbasierte Buntstifte sich besonders gut für das Malen auf dunklen Untergründen eignen.
Bekannte Marken sind zum Beispiel Cretacolor, Sanford Prismacolor, Faber-Castell Polychromos, Derwent Artist, Coloursoft und Lightfast, Caran d’Ache Pablo und Luminance sowie Lyra Rembrandt Polycolor. Diese Stifte sind in großen Sortimentkästen erhältlich, welche bis zu 150 Farben umfassen. Mit hochwertigen Farbstiften in Künstlerqualität lassen sich fotorealistische Bilder erstellen. Sie zeichnen sich in der Regel durch eine deutlich intensivere Farbe und einen geringeren Anteil von Bindemitteln aus. Zusätzlich sichern Farbstifte in Künstlerqualität eine gewisse Lichtechtheit. Das bedeutet, dass sich Künstler darauf verlassen können, dass ihre Werke unter Museumskonditionen viele Jahre lang ihre Farbe behalten und nicht verblassen oder sich die Farbe selbst ändert.
Farbstifte werden ebenso gern von Modedesignern zum Zeichnen und Colorieren eingesetzt. So benutzte zum Beispiel Karl Lagerfeld Polychromos-Stifte für seine Entwürfe.
Mit Buntstiften sind Lasurtechniken möglich. Die Pigmente von sogenannten Aquarellstiften lassen sich vorab wie nachträglich mit Wasser aquarellieren. Der Hauptunterschied gegenüber Bleistiften ist, dass sich die Linien von handelsüblichen Buntstiften schwieriger ausradieren lassen. Hierzu sind andere Techniken notwendig wie beispielsweise das Tupfen mit Radierknete oder die Verwendung von Messern oder schwachklebender Klebestreifen.
In dem häufig für den Schulgebrauch verwendeten Etui befinden sich Einschubmöglichkeiten für Buntstifte.